# Blanc d'ébène
Pour plus de détails, voir Fiche technique et Distribution.
Blanc d'ébène est un film franco-guinéen réalisé par Cheik Doukouré et sorti en 1991.

## Fiche technique
- Titre : Blanc d'ébène
- Réalisateur : Cheik Doukouré
- Scénario : Cheik Doukouré
- Adaptation : Guy Zilberstein
- Décors : Yan Arlaud
- Photographie : Patrick Blossier
- Son : Jean-Marcel Milan
- Montage : Luc Barnier
- Musique : Marc Beacco
- Production : Epithète Films - Office national du cinéma guinéen (ONACIG)
- Pays de production :  France -  Guinée
- Durée : 90 minutes
- Dates de sortie : 
  - Belgique : septembre 1991 (Festival international du film francophone de Namur)
  - France : 15 janvier 1992

## Distribution
- Bernard-Pierre Donnadieu
- Maka Kotto
- Marianne Basler
- Paul Le Person

## Distinctions

### Récompenses
- Prix spécial du jury au Festival international du film francophone de Namur 1991[1]
- Licorne d'argent (prix spécial du jury) au Festival international du film d'Amiens 1991
- Grand prix au Festival francophone de Saint-Martin 1992

### Sélections
- Festival des 3 Continents 2011[2]